# TECH PlayStation
『TECH PlayStation』（テックプレイステーション）は、かつてアスキーから発行されていたプレイステーション専門の月刊ゲーム雑誌である。略称は「てっぷれ」。
毎号プレイステーション用CD-ROMが付属し、CD-ROMにはゲーム体験版やムービー、セーブデータなどが収録されていた。

## 沿革
1997年2月28日に創刊号（1997年4月号）が発行されたが、雑誌としての寿命は短く、同年9月16日発行の「10月号」をもって突然の休刊（事実上の廃刊）を迎えた。休刊の理由は、姉妹紙である『TECH Saturn』と同じくアスキーのリストラによるもの。あまりに唐突な出来事であったのか、最終号においても読者参加企画の投稿募集告知や、次号収録予定の体験版タイトルなどが掲載されている。
休刊後、1998年3月に『TECH PlayStation 復活版！』と題した単発ムックとして一号だけ復刊した。
なお、1998年6月にはアスペクトより本誌と同形態のプレイステーションCD-ROM付き雑誌『月刊ファミ通Wave』が創刊されている。関連企業（当時）からの発行ゆえか、誌面に若干似たようなテイストを帯びてはいるが、こちらはあくまで『ファミ通』姉妹紙としての性格が強い。巻次・編集体勢の継承はなく、お互いははっきりと区別される。
現在エンターブレインより刊行されている『ファミ通PSP+PS3』も同様である。

## 付属CD-ROMの基本構成
付属CD-ROM収録の各コンテンツは、毎号以下の4コーナーに分類されている。メニューデザインは姉妹紙のそれと比べると非常に簡素で地味。
New Soft
体験版
Movie
ゲームのプロモーションムービーなど
Game Data
特殊なセーブデータなど
TECH Original
特集記事・誌面連動企画に関係したムービーやセーブデータなど。
『TECH Win』『TECH Saturn』といった姉妹紙に見られた、ゲームと直接関係のないデジタルコンテンツ（「さるやまハゲの助アワー」など）はほとんど収録されなかった。ただし例外的に、創刊号で「ポリゴン伯爵」（『TECH Win』、『TECH Saturn』）、復活版で南部正宏の「虫ケラの様に愛して」（『TECH Win』）の特別編が収録された（「ポリゴン伯爵」は次号以降も連載が続くような台詞があった）。

## 主な誌面コンテンツ（CD-ROMとの連動企画を含む）
TECH PlayStation COMiC REViEW
漫画家やイラストレーターが描く2ページのゲームレビュー漫画。
時にはデジタルなお話を…
ゲーム・アニメを中心としたエンターテインメント業界関係者によるコラム集。話題としてはゲーム開発裏話が中心。
ゲーマーズコロシアム
読者参加型のセーブデータ持ち寄り企画。自動対戦モードのあるゲームの勝ち抜きトーナメント。
どういう訳か、創刊後暫くはPSソフト『カルネージハート』と『パンドラプロジェクト』のみを扱っていた。その後『モンスターファーム』など別タイトルによる企画も立ち上がり、セーブデータ募集も行われたが、形になる前に雑誌休刊となってしまった。
PS.アイラブユー
一般的な読者と編集者の交流ページ。読者のメッセージに対する編集側のコメントや、投稿イラストなど。
3Dシューティングツクール特別講座
1996年12月にアスキーから発売されていたPSソフト『3Dシューティングツクール』の製作講座。コーナーキャラクターとして「マスター」とその娘が登場し、製作テクニックを紹介すると共に読者からオリジナルステージデータを募った。テクニックの実践サンプルや投稿された優秀作品などは付属CD-ROMにセーブデータとして収録された。
優秀な投稿ステージをつなげてひとつの作品にする、というのがコーナーの最終目的であったが、それは達成されないままコーナー終了（全6回）を迎えた。しかし、ソフトそのものの出来や浸透度を考えると健闘したと言える。
海腹川背・旬テクニック講座
エクシング発売のPSソフト『海腹川背・旬』のテクニック紹介ページ。コーナー中のイラストや解説マンガを、本作のキャラクターデザインである近藤敏信が書き下ろしており、非常にマニアックなテクニックまで扱っていた。CD-ROMと連動したタイムアタックのほか、後に付属CD-ROMへ「TECH PlayStationオリジナルステージ」が収録されるなど、非常に力の入ったコーナーだった。
武士道を極める
スクウェア発売のPSソフト『ブシドーブレード』の特集ページ。攻略よりもファンページ寄りな内容で、開発元のグラフィッカーによる漫画などが掲載された。
ZUNTATA SOUND ROOM
タイトーのサウンドチームZUNTATAに関するページ。誌面にはZUNTATAのアルバム紹介やイベント情報、付属CD-ROMにはアルバム収録曲のアレンジ音源などが収録された。